# Oktober Verlag
Der Oktober Verlag ist ein deutscher Buchverlag mit Sitz in Münster.

## Geschichte
Er wurde im Jahre 2001 von Roland Tauber, Michael Billmann und Rainer Kühn gegründet. Im Jahre 2004 musste der Verlag Insolvenz anmelden und wurde vom Verlagshaus Monsenstein und Vannerdat übernommen. Nach der Insolvenz des Verlagshauses 2016 hat Roland Tauber den Oktober Verlag wieder übernommen, er zählt zu den Independent-Verlagen. Zu den Autoren gehören Michael Rudolf, Jürgen Roth, Michael Molsner, Kay Sokolowsky, F. W. Bernstein, Chlodwig Poth, Günter Ohnemus, Marcus Hammerschmitt, Michael Ringel, Hermann Kinder, Axel Klingenberg, Norbert Klugmann, Peter Korneffel und Irene Wondratsch.

## Programm
Programmatisch war der Oktober Verlag immer ein Publikumsverlag für Literatur und Kritik. Mit Werken von Stephan Reinhardt, Rudolf Walther, Christof Wackernagel, Frank Schäfer, Matthias Altenburg, Christian Kortmann, Martin Jürgens veröffentlicht er Essays, gleichzeitig finden sich im neueren Programm auch belletristische Titel wie Kriminalromane von Dieter Jandt, Franziska Steinhauer, Jost Baum, Ulrich Land, Ben Faridi oder Erik Eriksson.
Zudem betreibt der Oktober Verlag mit dem Gutzkow Editionsprojekt die Herausgabe des Gesamtwerkes von Karl Gutzkow.
Bücher zu Bier und Fußball spielen ebenfalls eine Rolle im Verlagsprogramm.

## Name
Der Name „Oktober Verlag“ begründet sich zum einen auf den Gründungsmonat, ist zum anderen aber eine Hommage an den März Verlag von Jörg Schröder und Barbara Kalender.